# 2 Reyes 19
2 Reyes 19 es el decimonoveno capítulo de la segunda parte de los Libros de los Reyes de la Biblia hebrea o Segundo Libro de los Reyes del Antiguo Testamento de la  Biblia cristiana El libro es una compilación de varios anales que registran los actos de los reyes de Israel y Judá por un compilador deuteronómico en el siglo VII a. C. con un suplemento añadido en el siglo VI a. C. Este capítulo registra la invasión de Asiria a Judá durante el reinado de Ezequías, el rey de Judá, una parte de la sección que comprende de 2 Reyes 18:1 a 2 Reyes 20:21, con una versión paralela en Isaías 36-Isaías 39.

## Texto
Este capítulo fue escrito originalmente en lengua hebrea y desde el siglo XVI se divide en 37 Versículos.

### Testigos textuales
Algunos de los primeros manuscritos que contienen el texto de este capítulo en hebreo pertenecen a la tradición del Texto Masorético, que incluye el Códice de El Cairo (895), el Códice de Alepo (siglo X) y el Códice Leningradensis (1008).
También existe una traducción al griego koiné conocida como Septuaginta, realizada en los últimos siglos AEC. Los manuscritos antiguos existentes de la versión Septuaginta incluyen el Codex Vaticanus (B; {\displaystyle {\mathfrak {G}}}B; siglo IV) y el Codex Alexandrinus (A; {\displaystyle {\mathfrak {G}}}A; siglo V). 

## Análisis
La última parte del capítulo anterior (2 Reyes 18:17-37) y este capítulo forman una subunidad en el relato del rey Ezequías (2 Reyes 18-20) centrado en la liberación de Jerusalén por parte de YHWH de la invasión de Senaquerib. Comienza en 2 Reyes 18:13 con un waw conjuntivo y una referencia al decimocuarto año del reinado de Ezequías, prosiguiendo con 'una forma de narración de confrontación profética' que presenta a Senaquerib, representado por sus oficiales que intentaron intimidar a Jerusalén para que se rindiera, contra Ezequías y YHWH, representado por el profeta Isaías. 
Toda la narración se presenta en una estructura paralela:
A los asirios llegan a Jerusalén (18:13-16)
B mensajeros de Asiria hablan al pueblo (18:17-37)
C Ezequías busca al profeta y reza (19:1-5)
D Isaías profetiza (19:6-7)
A' Los asirios se marchan (19:8-9a) (pausa en el texto)
B' Carta de los asirios a Jerusalén (19:9b-13)
C' Ezequías responde entrando en el templo para orar (19:14-19)
D' Isaías profetiza (19:20-34)
A' Los asirios se marchan definitivamente (19:35-37)

## Primer oráculo de Isaías (19:1-8)
Esta sección recoge la respuesta del rey Ezequías y del profeta Isaías a los discursos de Rabsaces en el capítulo anterior. Consciente del grave aprieto que suponía el ataque asirio, Ezequías envió una delegación a Isaías para pedir consejo a YHWH. La respuesta de Isaías es la clásica apertura, 'No temáis', seguida de un oráculo positivo según el cual YHWH enviará un 'espíritu' al rey asirio (cf. 1 Reyes 22:21-22), de modo que el rey entrará en pánico tras oír simplemente un rumor y se retirará a Asiria, y allí será asesinado. Cada parte de este oráculo se registra como «cumplida» en 2 Reyes 19:8, 9a, 36-37. El texto bíblico afirma que un ejército egipcio apareció y obligó a Senaquerib a retirarse. En sus anales (ANET 287), el rey asirio también menciona el avance de un ejército egipcio, aunque afirma haberlos derrotado en Eltekeh, cerca de la frontera de Filistea y Egipto (cf. Josué 19:44).

### Versículo 2
Y envió a Eliaquim, que estaba al frente de la casa, y a Sebna el escriba, y a los ancianos de los sacerdotes, cubiertos de cilicio, a Isaías el profeta hijo de Amoz. 
- «Los ancianos de los sacerdotes» o «los principales sacerdotes».[15]

### Versículo 7
[Isaías transmitió que el Señor dijo:] He aquí, yo pondré un espíritu en él, para que oiga un rumor y vuelva a su tierra, y yo haré que caiga a espada en su tierra
- «Espíritu»: de רוּחַ, ruakh, puede referirse a «un ser espiritual que tomará el control de la mente de uno» (cf. 1 Reyes 22:19), o a «una disposición de preocupación y temor»; cualquiera de los dos casos muestra la soberanía del Señor sobre el rey.[17]

### Versículo 8
Volvió, pues, Rabsaces, y halló al rey de Asiria en guerra contra Libna; porque había oído que se había ido de Laquis.'
Después de capturar Laquis, la gran ciudad de la región, Senaquerib atacó objetivos más pequeños, como Libnah, identificada con 'Tell Bornat', 5 millas (8 km) al noreste de Laquis.

## La carta de Senaquerib y la oración de Ezequías (19:9-19)
Los asirios seguían en Siria-Palestina, e incluso después de escuchar un informe del ataque de Taharqa, Senaquerib se volvió más audaz que Rabsaces al burlarse de YHWH para ponerlo al mismo nivel que los dioses inútiles de otras naciones derrotadas. Ezequías apareció más piadoso que en los Versículos:1-4, reconociendo que YHWH es el único que existe, en contraposición a todos los demás dioses.Los asirios todavía estaban en Siria-Palestina, e incluso después de escuchar un informe del ataque de Taharqa, Senaquerib se volvió más audaz que Rabshakeh al burlarse de YHWH para ponerlo al mismo nivel que los dioses inútiles de otras naciones derrotadas. Ezequías apareció más piadoso que en los Versículos:1-4, reconociendo que YHWH es el único que existe, en contraposición a todos los demás dioses.

### Versículo 9

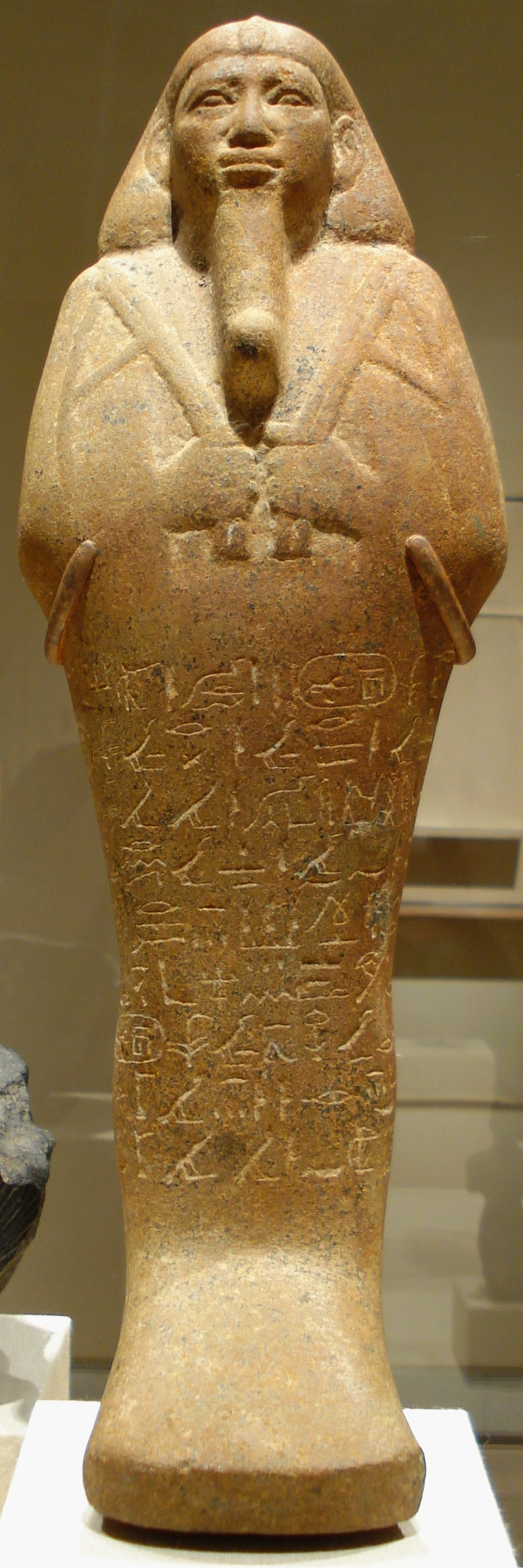
Shabti del Rey Taharqa (Tirhakah)

.
Y oyó el rey acerca de Tirhakah, rey de Etiopía: «Mirad, ha salido a haceros la guerra». Así que volvió a enviar mensajeros a Ezequías, diciendo:
- Referencias cruzadas: Isaiah 37:9
- «El rey»: la palabra hebrea real significa «él»; refiriéndose a Senaquerib.[21]
- «Taharqo»: identificado con Taharqa.[22]
- «Etiopía»: Hebreo: Cush.[23]

Nelson sugiere que el narrador explota la ambigüedad del verbo hebreo shub para tomar el pelo a los lectores de la inminente confrontación, porque se esperaría que cuando el rey asirio oyera un informe (sobre Tirhakah), como se profetizó, pronto regresara (shub) a casa, pero, en cambio, una vez más (otro uso de shub) envió mensajeros a Ezequías.  Por lo tanto, no se trataría de una «retirada relativamente tranquila» como en 2 Reyes 7:6-7, sino de una retirada más pronunciada.

## El segundo oráculo de Isaías y la liberación de Jerusalén (19:20-37)

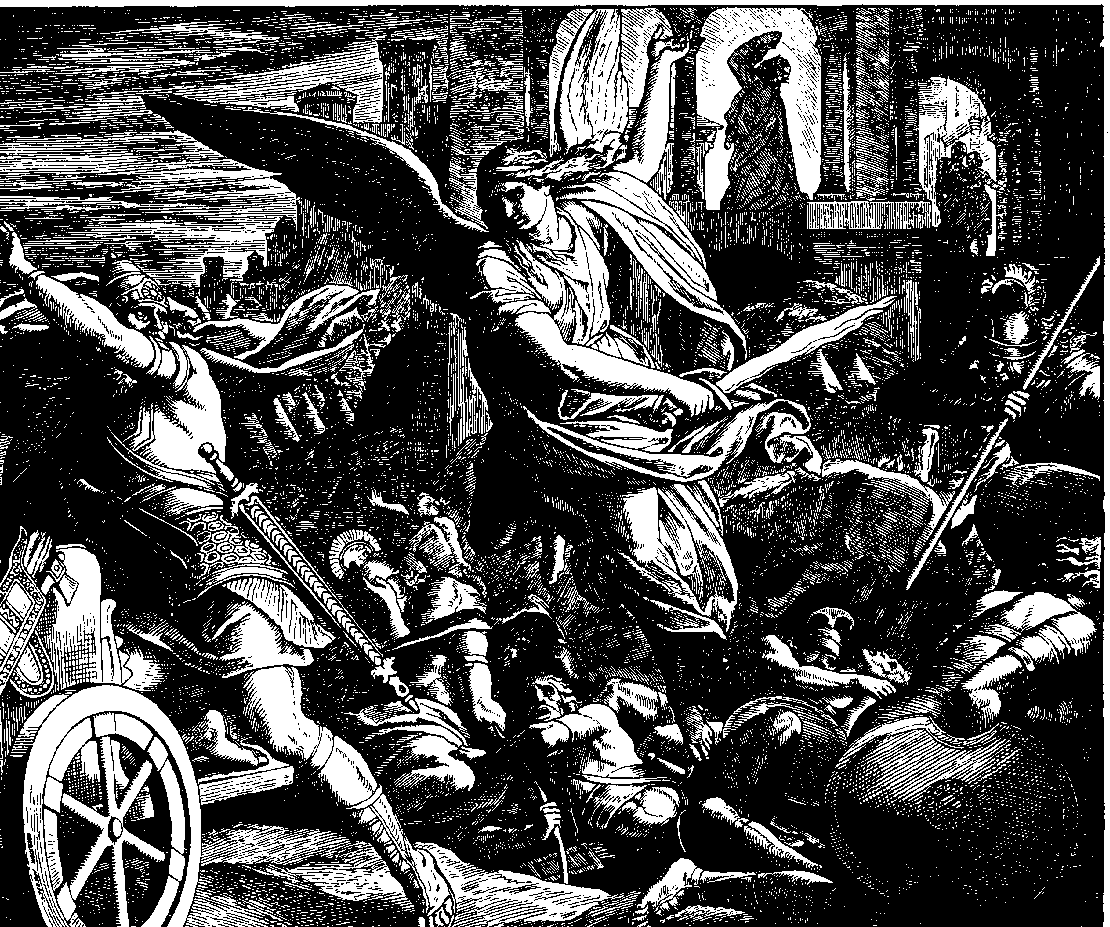
Jerusalén liberada de Senaquerib, xilografía de 1860 por Julius Schnorr von Karolsfeld

La segunda respuesta de Isaías es mucho más detallada que la primera, conteniendo esta vez tres oráculos en el mensaje de Isaías:
1. hablando contra la arrogancia y las pretensiones divinas de Senaquerib, en un 'largo poema burlón' (Versículos 21-28)
2. ofreciendo una señal a Ezequías de que la palabra de Dios se hará realidad (Versículos 29-31)
3. prometiendo que el asedio terminará, ya que Dios actuará por su propio bien o por el de David (versículos 32-34)

El discurso tiene una estructura ABCBA, entre corchetes por una fórmula introductoria y una concluyente ('así dice Yahveh-así dice Yahveh'), que contiene un mensaje central con una doble seguridad de que el enemigo no entrará en esta ciudad: sus armas no harán daño a Jerusalén y se retirará fracasado. Se cree que el Versículo 34 es una inclusión deuteronomista tardía (cf. 1 Reyes 11:12-13).
El canto de escarnio en los versículos 21-28 que YHWH mismo desafía al rey de Asiria por su lógica teológica defectuosa:
- el rey se jactaba de su poder (Versículos 22-24; cf. Isaías 10:7-10)
- aunque fue Dios quien se lo concedió (Versículos 25-27)
- ahora Dios se lo quitará (Versículo 28)

La profecía tuvo un efecto inmediato: en una noche, un ángel portador de una plaga mata a 185.000 soldados asirios en su campamento (versículo 35), obligando a Senaquerib a retirarse para no volver jamás (versículo 36b). El «gran ejército» (2 Reyes 18:17) fue destruido de la noche a la mañana, dejando tras de sí cadáveres (cf. Éxodo 14:30). Incluso el propio (pseudo)dios de Senaquerib «Nisroch» no puede protegerlo en su propio templo (#Versículo 37|verso 37).

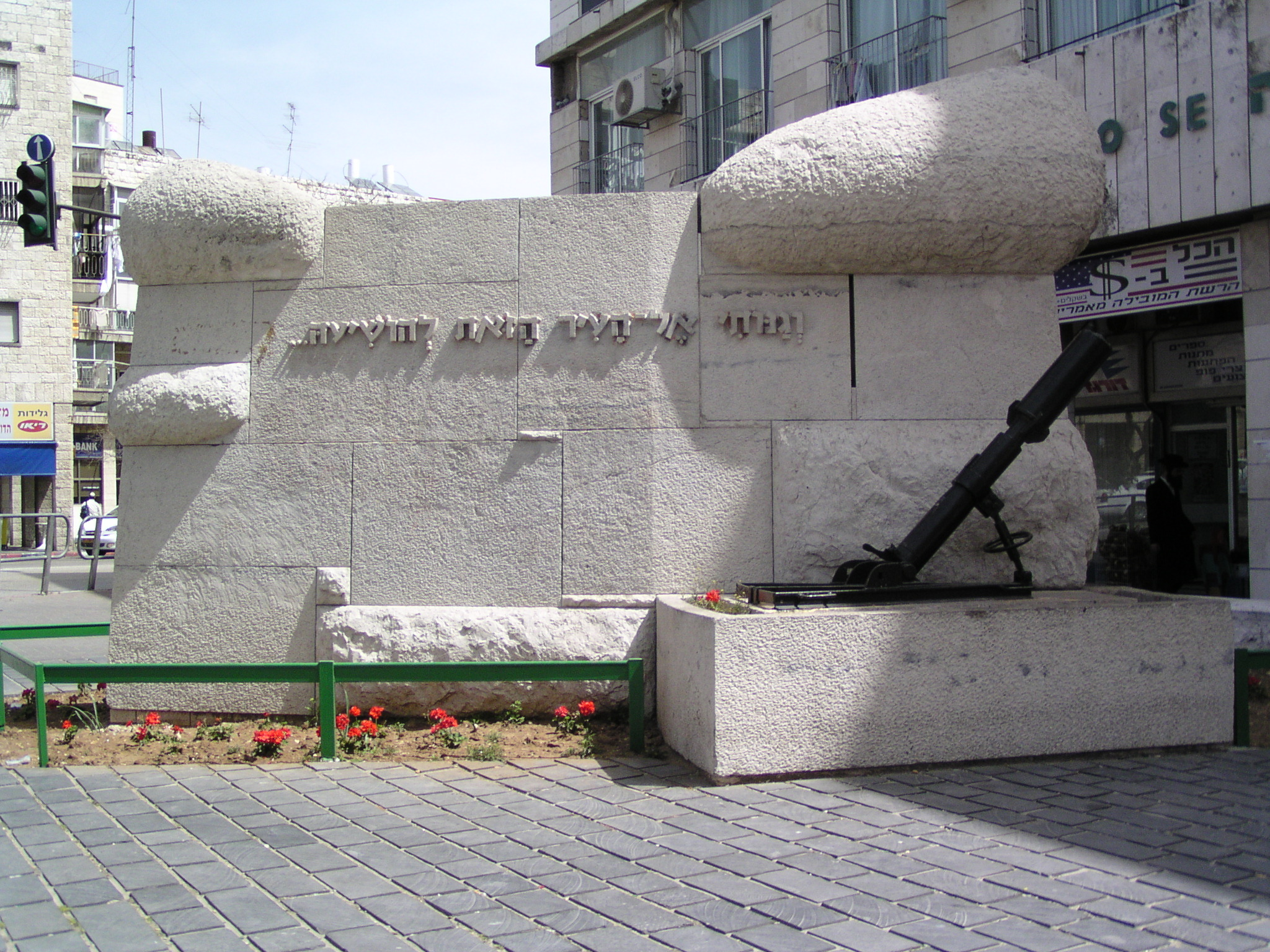
El monumento al mortero Davidka en la plaza Davidka (también conocida como plaza Herut; cruce de la calle Yafo y la calle Nevi'im). La inscripción de la lápida («וגנותי על-העיר הזאת, להושיעה») procede del, traducido como «Porque yo defenderé esta ciudad, para salvarla»

.

### Versículo 35
Aquella noche, el ángel del Señor salió e hirió a 185 000 en el campamento de los asirios. Y cuando la gente se levantó temprano en la mañana, he aquí, todos estos eran cadáveres. 
El relato de la invasión de Senaquerib a Judá es corroborado por algunas fuentes extrabíblicas:
- La literatura asiria: incluyendo prismas, cilindros y los relieves de Laquis del período de Senaquerib. Naturalmente, la pérdida de muchos soldados en Jerusalén se omite en el registro, pero el asedio de Jerusalén está claramente anotado en Anales de Senaquerib.[30]
- La literatura griega, basada en narraciones egipcias, en el escrito de Heródoto, Historias (II.141, 5a), menciona el enjambre de ratones en el campamento asirio en una noche, masticando las armas del soldado, por lo que sufrieron una gran pérdida al día siguiente,[31][32] aunque situó el lugar de la destrucción en Pelusio, no en Jerusalén, y al oponente de Senaquerib siendo Sethos el Egipcio, en lugar de Ezequías. [33] Sus declaraciones fueron consideradas por algunos eruditos bíblicos como una alusión a que el ejército asirio fue diezmado por una enfermedad transmitida por ratones o ratas como la peste bubónica.[34][35]
- La literatura judía, como el Talmud de Babilonia, atribuye la destrucción del ejército asirio al rayo, como repiten algunos Targum, refiriéndose a la combinación de vientos cálidos y rayos que a menudo destruían las caravanas en la zona de Arabia. [33]
- Flavio Josefo, el historiador romano judío (37-100 EC), escribió en las Antigüedades de los Judíos, que Senaquerib retiró su ejército debido a la plaga o pestilencia que Dios les envió.[36][37]

### Versículo 36

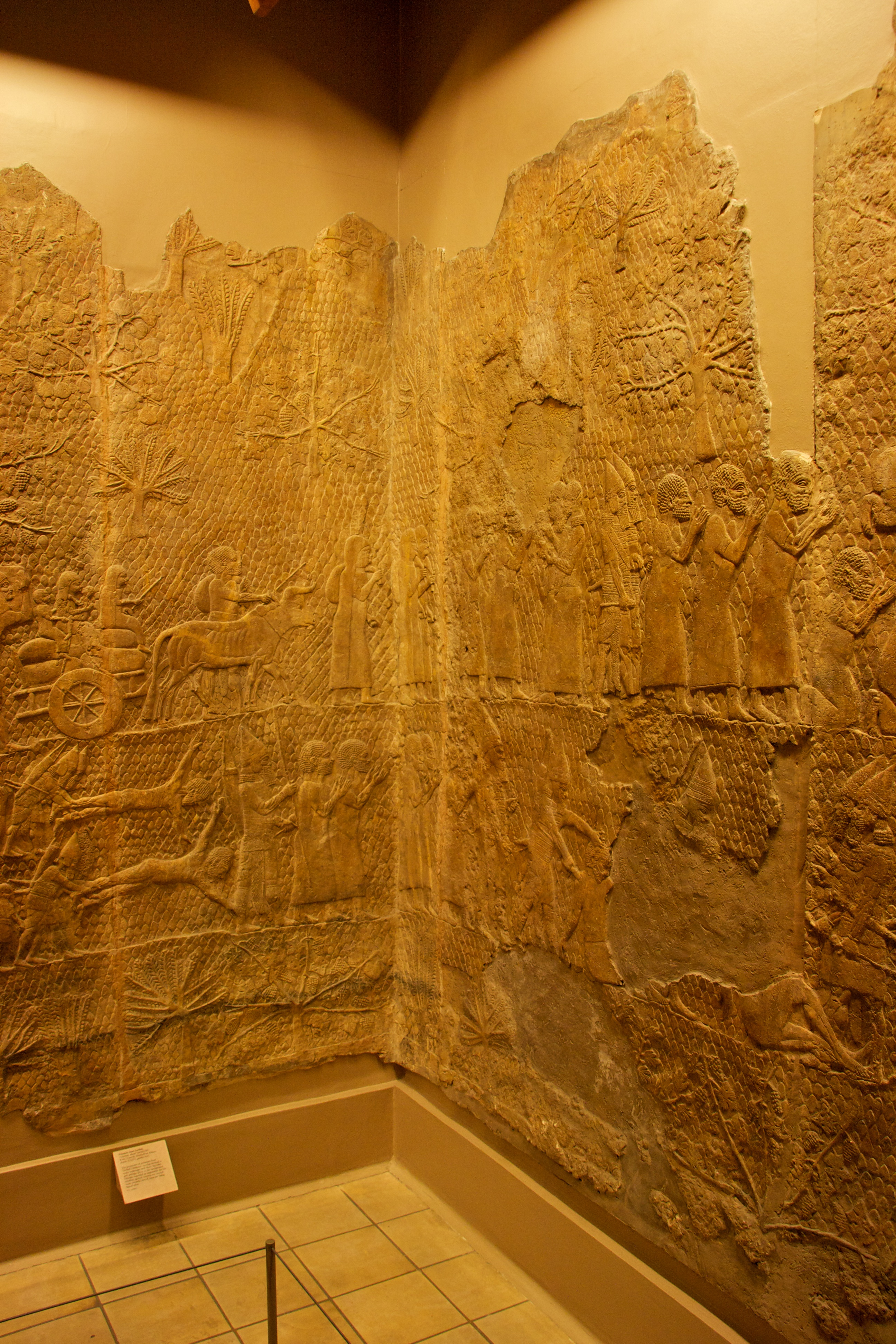
Bajorrelieves de Laquis de la ruina del palacio asirio en Nínive, Museo Británico

Entonces Senaquerib rey de Asiria partió y se fue a su casa y vivió en Nínive. 
Este punto marca el fin de la amenaza asiria contra el reino de Judá, aunque los asirios afirmaron controlar Judá hasta mediados del siglo VII a. C. . 
De hecho, Senaquerib decoró su palacio en Nínive con la imagen de su invasión, en particular, su victoria sobre Laquis en un relieve de piedra (Relieves de Laquis, ahora en el Museo Británico) y describió la situación desesperada de Ezequías, aunque de alguna manera quedó vivo, en varios monumentos de la victoria (Anales de Senaquerib):
'En cuanto a Ezequías, el judío, no se sometió a mi yugo, puse sitio a 46 de sus ciudades fuertes... A él mismo lo hice prisionero en Jerusalén, su residencia real, como un pájaro en una jaula. Lo rodeé de terraplenes para molestar a los que salían por la puerta de su ciudad' (ANET 288).'
Senaquerib nunca afirmó haber capturado Jerusalén o forzado a Ezequías a abandonar el trono, algo poco característico en un rey que lideró una revuelta contra el imperio asirio, pero sus registros siguen mostrando éxitos como es típico en los anales asirios. Por otro lado, los registros de Judá enfatizan la protección de YHWH sobre Jerusalén y la casa de David (cf. Salmo 2, Salmo 46, Salmo 47, Salmo 48).

### Versículo 37
Cuando estaba adorando en el templo de su dios Nisroc, Adramelec y sus hijos Sharezer lo hirieron a espada, y escaparon a la tierra de Armenia. Y reinó en su lugar Esarhaddón su hijo. 
- Referencias cruzadas: Isaiah 37:38

Según los registros asirios, Senaquerib fue asesinado en 681 a. C., veinte años después de la invasión de Judá en 701 a. C.
- «Adrammelech»: Identificado como el asesino de su padre Senaquerib en una carta asiria a Esarhaddon,[43] en la que se le llama Arda-Mulissi.[44][45]
- «Armenia»: o Ararat.[46]

## Documentación extrabíblica

### Ezequías

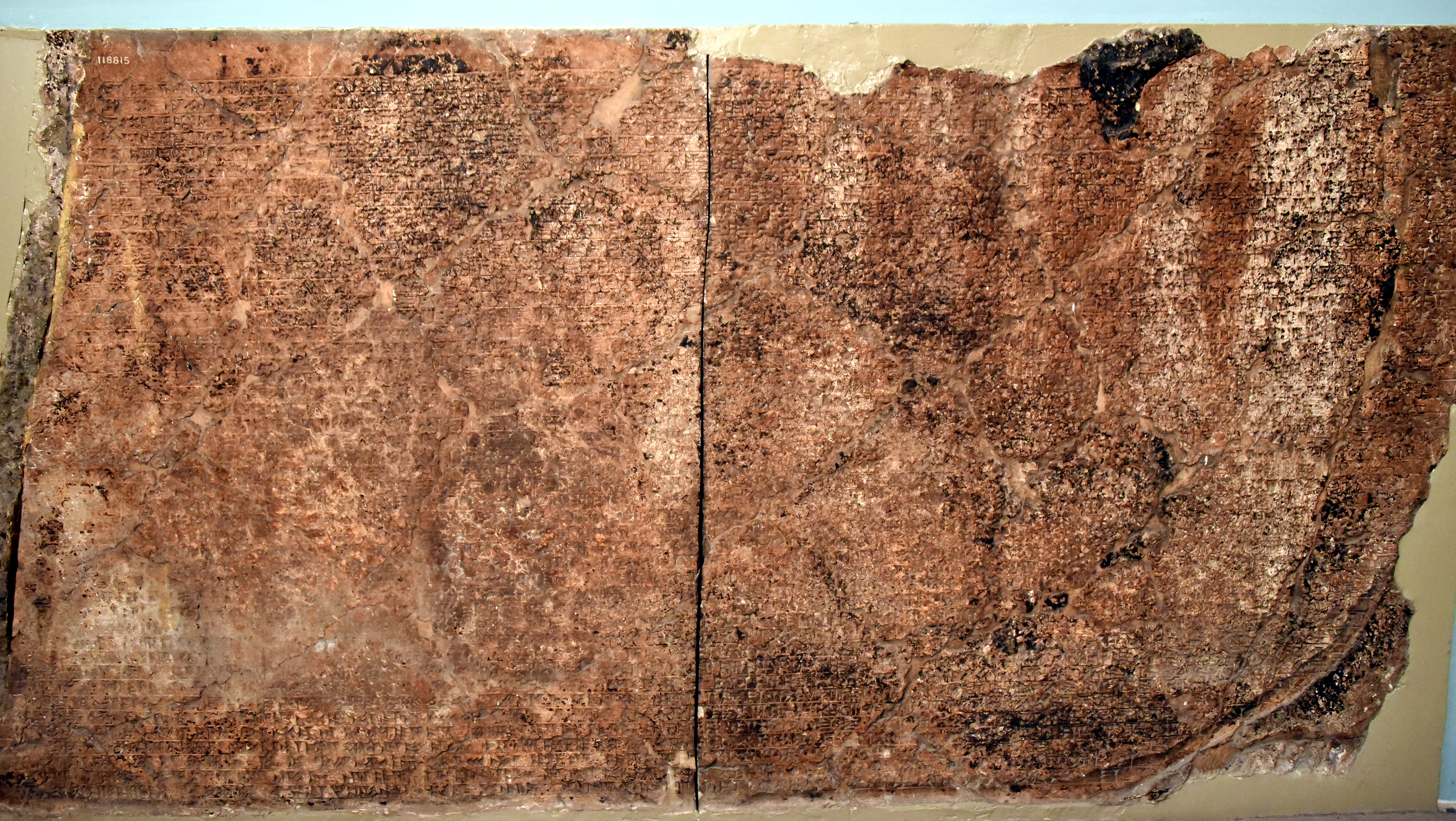
Inscripción cuneiforme mencionando el tributo enviado por Ezequías a Senaquerib. Museo Británico

Las fuentes extrabíblicas especifican a Ezequías por su nombre, junto con su reinado e influencia. «Historiográficamente, su reinado destaca por la convergencia de una variedad de fuentes bíblicas y diversas pruebas extrabíblicas que a menudo se refieren a los mismos acontecimientos. Aparecen datos significativos sobre Ezequías en la Historia Deuteronomistaic, el Cronista, Isaías, anales y relieves asirios, epigrafía israelita y, cada vez más, estratigrafía«. El arqueólogo Amihai Mazar llama a las tensiones entre Asiria y Judá «uno de los acontecimientos mejor documentados de la Edad de Hierro» y la historia de Ezequías es una de las mejores para cruzar referencias con el resto de los documentos históricos del mundo de Oriente Medio.
Se han encontrado varias bullae con el nombre de Ezequías: 
1. una bulla real con la inscripción en escritura hebrea antigua: «Perteneciente a Ezequías [hijo de] Acaz rey de Judá» (entre 727 y 698 a. C.).[49][50][51][52]
2. Sellos con la inscripción: «Perteneciente a [el] siervo de Ezequías»

Otros artefactos que llevan el nombre de «Ezequías» incluyen LMLK jarras almacenadas a lo largo de la frontera con Asiria «demuestran cuidadosos preparativos para contrarrestar la probable ruta de invasión de Senaquerib» y muestran «un notable grado de control real de pueblos y ciudades que facilitaría la destrucción por parte de Ezequías de los lugares de sacrificio rurales y su centralización del culto en Jerusalén». Las pruebas sugieren que se utilizaron a lo largo de sus 29 años de reinado y la inscripción de Siloé.

### Shebna

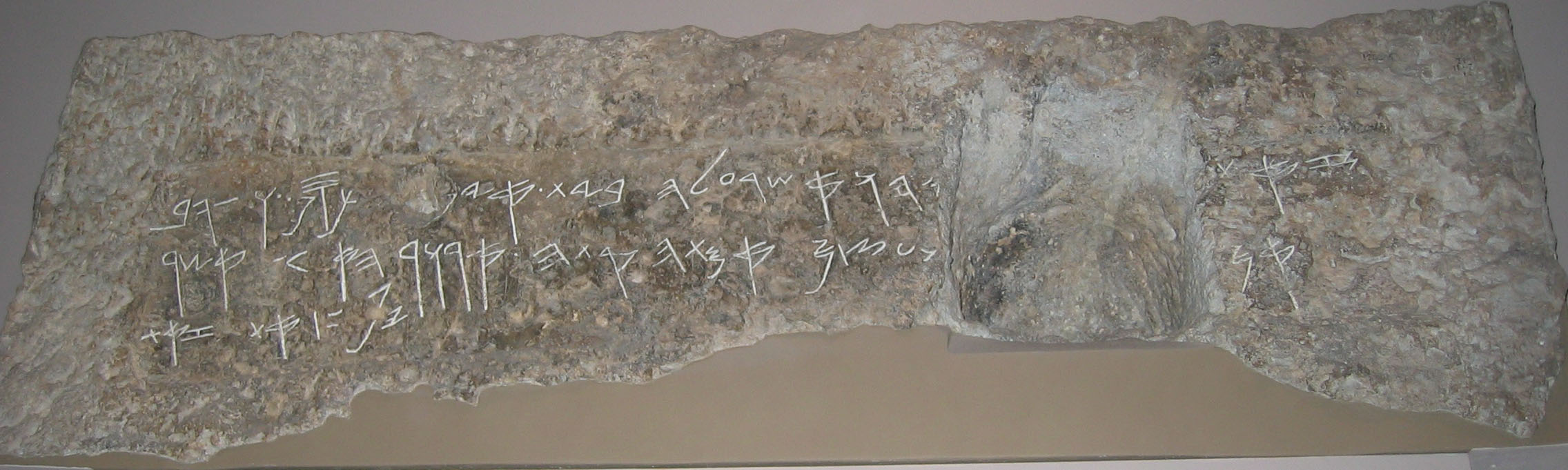
«Inscripción de Shebna» en el dintel de la tumba de «Sebna-yahu», ahora en el Museo Británico

Se descubrió una inscripción de Shebna con el nombre «Shebnayahu» en el dintel sobre la entrada de una tumba excavada en la roca que sugiere la conexión con Shebna, el oficial de la corte mencionado en 2 Reyes 18:18 y 2 Reyes 19:2.

### Sennacherib

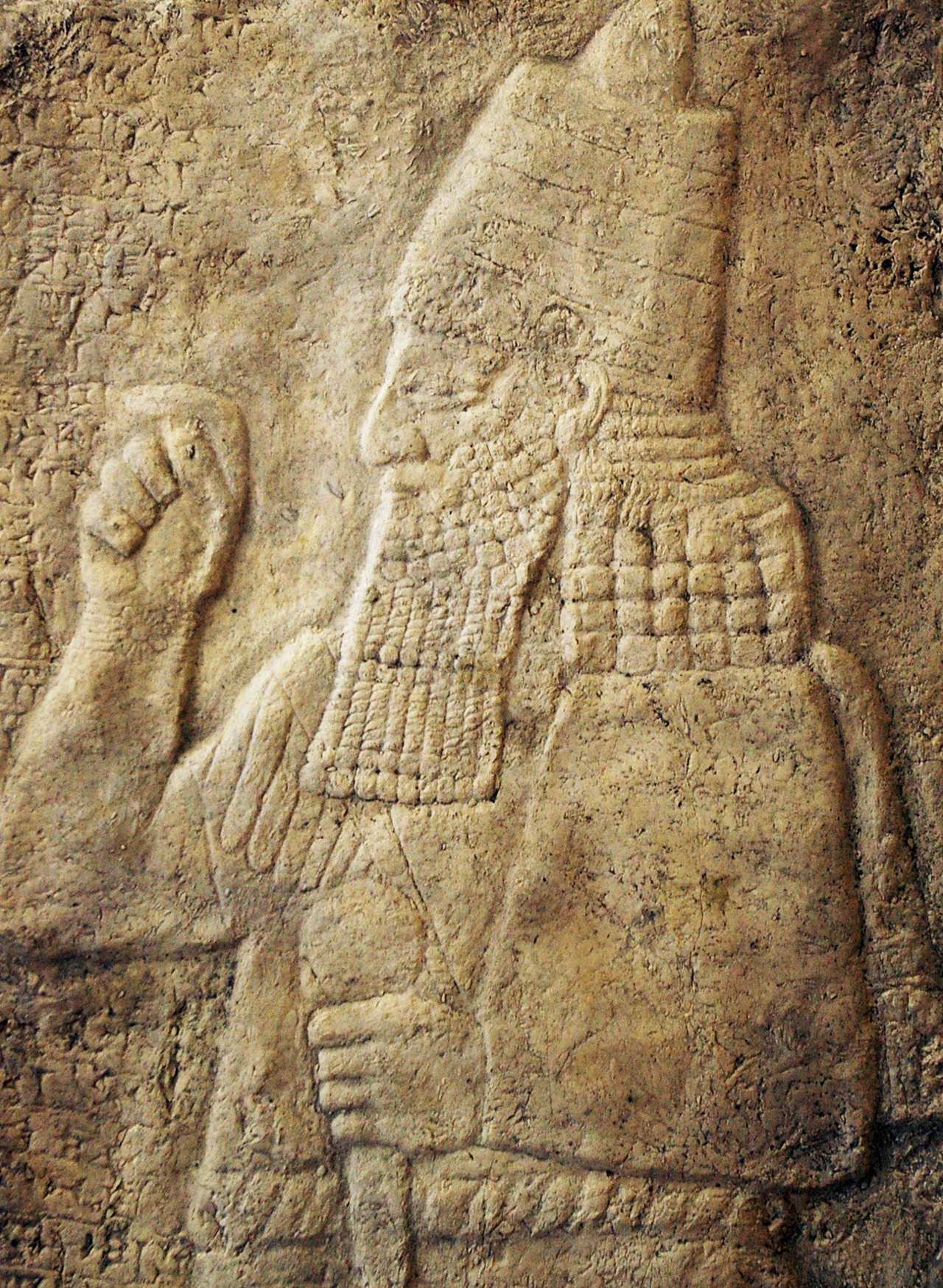
Calco de un relieve rupestre de Senaquerib al pie del monte Judi, cerca de Cizre.

Los relatos de Senaquerib de Asiria, incluida su invasión en el Reino de Judá, especialmente la captura de Laquis y el asedio de Jerusalén, se registran en una serie de documentos y artefactos antiguos:
- Relieves de Laquis de su palacio en Nínive
- Prismas que contienen los anales de los asirios (Anales de Senaquerib)
- Huellas de asedio asirio alrededor de la ubicación de la antigua Laquis.Y las murallas descubiertas cerca de las excavaciones de Tel Laquis, que encajan con las descripciones mostradas en los relieves de Laquis.[60]

## Ilustración

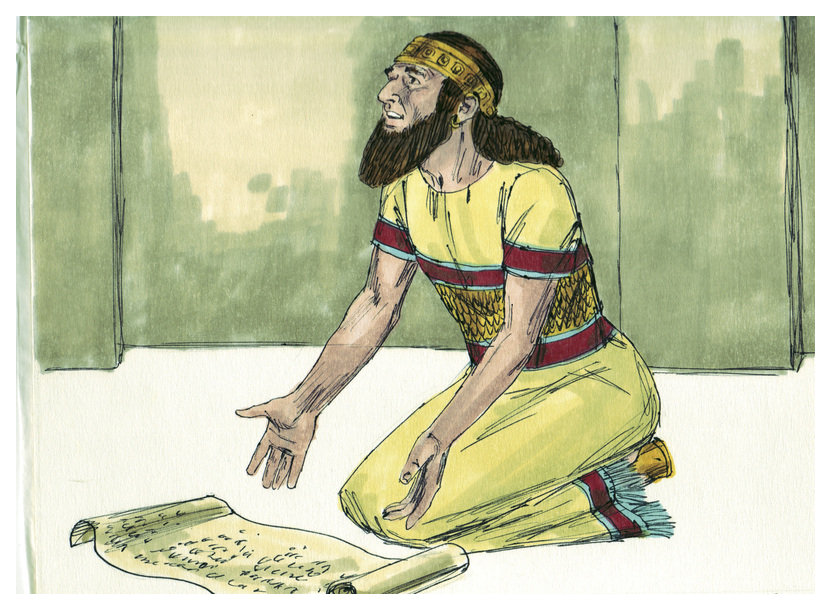
El rey Ezequías pidió la ayuda de Dios
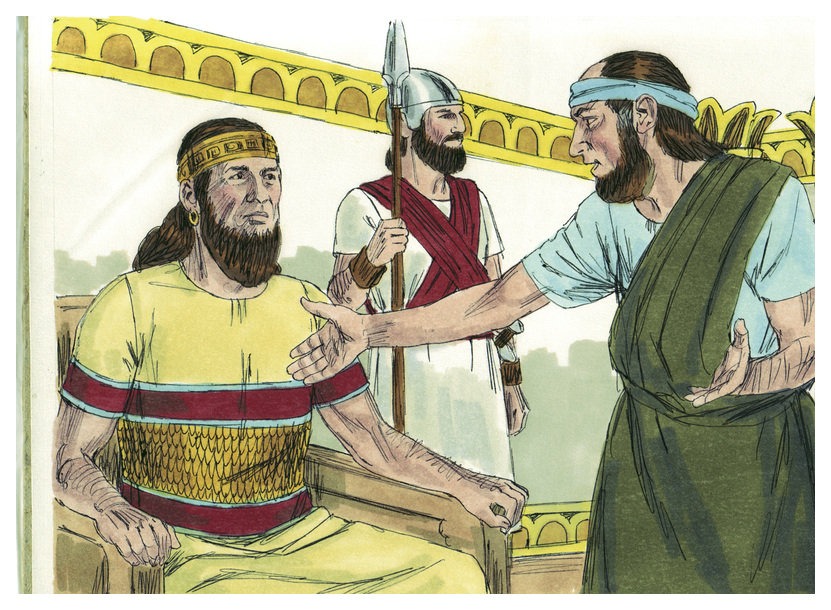
El profeta Isaías transmitió la respuesta de Dios a Ezequías
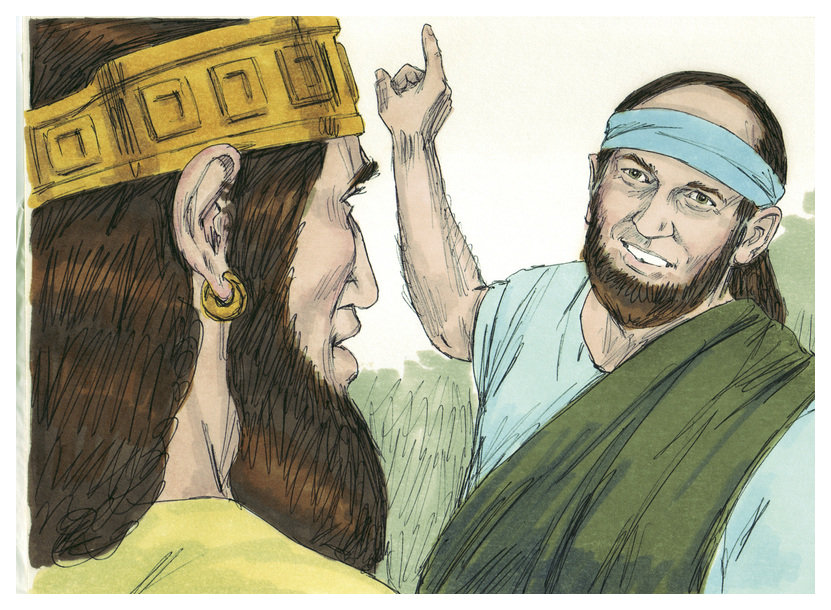
Isaías profetizó que Dios actuaría
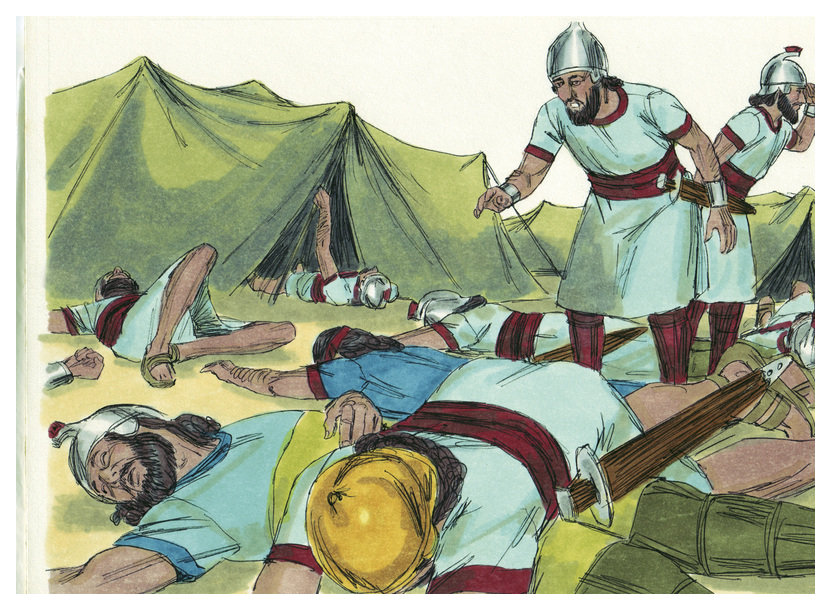
Muchos soldados asirios murieron en su campamento
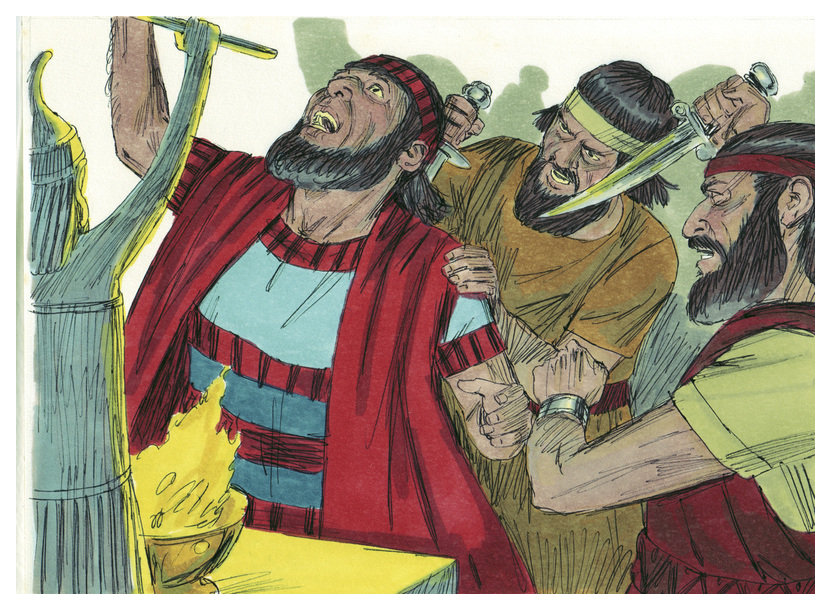
Senaquerib fue asesinado por sus propios hijos.